# Яблоновское сельское поселение (Корочанский район)
Ябло́новское се́льское поселе́ние — муниципальное образование в Корочанском районе Белгородской области.
Административный центр — село Яблоново.

## История
Яблоновское сельское поселение образовано 20 декабря 2004 года в соответствии с Законом Белгородской области № 159.

## Население
| 2010  | 2011  | 2012  | 2013  | 2014  | 2015  | 2016  | 2017  | 2018  |
| ----- | ----- | ----- | ----- | ----- | ----- | ----- | ----- | ----- |
| 2185  | ↘2181 | ↗2194 | ↘2174 | ↗2194 | ↗2217 | ↗2222 | ↗2257 | ↘2241 |
| 2019  | 2020  | 2021  |       |       |       |       |       |       |
| ↗2245 | ↘2203 | ↘1965 |       |       |       |       |       |       |

## Состав сельского поселения
| № | Населённый пункт | Тип населённого пункта       | Население |
| - | ---------------- | ---------------------------- | --------- |
| 1 | Большое Песчаное | село                         | ↗145      |
| 2 | Зелёная Дубрава  | хутор                        | ↘40       |
| 3 | Кривой           | хутор                        | ↘50       |
| 4 | Кругленькое      | хутор                        | ↘4        |
| 5 | Малое Песчаное   | село                         | ↘65       |
| 6 | Спорное          | хутор                        | ↘23       |
| 7 | Яблоново         | село, административный центр | ↗1711     |
| 8 | Языково          | хутор                        | ↗147      |